# Ireneo Aleandri
Ireneo Aleandri (San Severino Marche, 8 aprile 1795 – Macerata, 6 marzo 1885) è stato un architetto italiano.
Discepolo di Raffaele Stern e di Giuseppe Camporese all'Accademia di San Luca di Roma, continuò e diffuse i canoni dell'architettura neoclassica con grandiosità e purezza.

## Biografia
Compiuti gli studi nella capitale, ritornò nella sua città natale e intraprese una lunga attività professionale che si distinse in tre fasi legate alle città dove il professionista visse e operò. Durante la prima fase, dal 1819 al 1833, risiedette a San Severino dove, con il fratello Giuseppe, si occupò anche della gestione della loro fabbrica di vetri della famiglia. Le opere di questo periodo le realizzò a San Severino e furono le seguenti: la porta di San Lorenzo (1820), il palazzo Margarucci (1822), il teatro dei condomini, oggi Feronia (1823), la chiesa di San Paolo (1828), la chiesa di San Michele (1830) e la torre dell'orologio (1831). Negli stessi anni fu impegnato in due progetti fuori la sua città: lo Sferisterio di Macerata (1823), e Villa Caterina a Porto San Giorgio (1825) su commissione del principe Girolamo Bonaparte. 
Tra il 1833 ed il 1857 l'Aleandri ricoprì l'incarico di ingegnere capo del Comune di Spoleto e, quindi, della Delegazione apostolica di Spoleto e si occupò soprattutto di strade, ferrovie, acquedotti e ponti. Tra quest'ultimi va ricordato il grandioso progetto per il viadotto di Ariccia (1846) ed altre sue realizzazioni come ingegnere: l'acquedotto della Darsena a Spoleto, il progetto della Linea ferroviaria Ancona-Roma per il tratto compreso fra Foligno e Orte e la rete stradale della Delegazione di Spoleto. 
Dal punto di vista urbanistico realizzò l'ammodernamento viario di Spoleto con il progetto della cosiddetta "Traversa nazionale interna" (1834), ancora oggi asse portante della viabilità cittadina. In questo periodo, come architetto, progettò il teatro Ventidio Basso di Ascoli Piceno (1839), il Teatro Nuovo (1853) e il mattatoio civico (1936) a Spoleto, disegnò le nuove facciate per la chiesa collegiata di Otricoli (1840) e per la chiesa di Santa Maria delle Grazie, oggi santuario di San Pacifico a San Severino Marche. L'Aleandri trascorse l'ultimo periodo della sua vita a Macerata, dove si trasferì nel 1857 per assecondare le ultime volontà dello zio materno, Nicola Niccolai, che lo aveva nominato erede universale. Assorbito dall'amministrazione del cospicuo patrimonio ereditato, egli dedicò sempre meno tempo alla sua attività professionale. Sono di questo periodo il progetto non realizzato per la porta Romana a Macerata (1858), quello per il cimitero comunale di San Severino (1859), i piani per i teatri di Montelupone (1869), Sant'Elpidio (1870) e Pollenza (1873). La stretta amicizia che lo legava a Nicola Luzi, fece sì che l'Aleandri frequentasse la villa di Votalarca per il cui giardino, fra le altre cose, progettò il curioso "carcere di Cajostro" (1858) ed un padiglione "alla cinese". Membro per quasi un ventennio della Commissione dell'ornato pubblico di Macerata, si occupò di redigere anche il regolamento edilizio della città.

## Archivio
L'archivio di Ireneo Aleandri conservato presso la Biblioteca Comunale di Macerata "Mozzi Borgetti",copre un arco cronologico dal 1755 al 1907 ed  è costituito:  dalle carte riguardanti l'attività professionale dell'Aleandri (conteggi, tariffe, listini e analisi dei prezzi e valori, appunti riferiti ai vari cantieri di lavoro, corrispondenza varia); dalla documentazione relativa all’ amministrazione dei beni patrimoniali di Nicola Niccolai e dello stesso Aleandri; da documenti vari (quesiti di architettura, dichiarazioni, lettere e di "Lezioni di architettura" di Raffaele Stern).